# هامشاكو

هامشاكو هي قرية تقع في جزيرة أنجوان في جزر القمر. بلغ عدد سكانها1,124 نسمة حسب إحصاء عام 1991. و1,979 في تقدير عام 2009.